# Josip Klima
Josip Klima (Varaždin, 3. ožujka 1927. – Zagreb, 7. lipnja 2012.), hrvatski violinist i glazbeni pedagog.

## Životopis
Josip »Pepi« Klima apsolvirao je 1951. studij violine kod Vaclava Humla na Muzičkoj akademiji u Zagrebu. Od 1951. do 1953. studirao je na École Normale de Musique u Parizu te diplomirao u klasi Yvonne Astruc. Nakon završenih studija, u nekoliko je navrata bio koncertni majstor orkestra Opere HNK u Zagrebu i Zagrebačke filharmonije. Bio je cijenjen kao solist izrazite virtuoznosti, ali i kao glazbenik s osobitim smislom i osjećajem za komorno muziciranje. Od 1951. do 1955. bio je prvi violinist Akademskoga gudačkog kvarteta: taj ansambl je 1954. preimenovan u Zagrebački kvartet, pa je Klima tako nastavio tradiciju istoimenoga kvarteta, kojega je još 1919. osnovao njegov profesor Vaclav Huml. Klima je taj ugledni zagrebački komorni sastav predano vodio gotovo dva desetljeća. Od 1953. pa do 1957. bio je i članom Zagrebačkih solista.
Hrvatskoj i svjetskoj koncertnoj publici Josip Klima je predstavio brojna djela hrvatskih skladatelja, koje je često i sam poticao da za njega ili kvartet napišu kakvu novu skladbu. Njegove su interpretacije publiku uvijek oduševljavale nepatvorenom izražajnošću, plemenitim tonom i nepogrešivom muzikantskom intuicijom. 
Svoje ogromno znanje i bogato umjetničko iskustvo Josip Klima je nesebično prenosio i mlađim generacijama glazbenika. Od 1959. do 1961. bio je profesor Nacionalnoga konzervatorija u Kairu, a od 1978. pa sve do umirovljenja predavao je violinu na zagrebačkoj Muzičkoj akademiji. No i nakon umirovljenja nastavio je koncertirati: 1980. osnovao je Gudački kvartet Stratik (kvartet je kasnije preuzeo ime svojega utemeljitelja te kao Kvartet Klima također nizao zapažene koncertne uspjehe), a 1999. osniva i Ansambl Pučkog otvorenog učilišta Zagreb koji vodi do 2006. godine.
Josip Klima bio je počasni član Hrvatskoga društva glazbenih umjetnika. Preminuo je na Tijelovo 2012. u 85. godini života.

## Nagrade i priznanja
- 1981. Nagrada Vladimir Nazor (godišnja)
- 1986. Nagrada Milka Trnina za iznimna umjetnička postignuća.
- 1989. Nagrada Milka Trnina (zajedno s članovima Kvarteta Klima).
- 1994. Plaketa HDGU povodom 40. obljetnice umjetničkoga rada.
- 2000. Nagrada Vladimir Nazor za životno djelo.
- 2011. Nagrada Porin za životno djelo.

## Vanjske poveznice
- PORIN – Erika Krpan: Josip Klima (životopis)
- DISCOGS: Josip Klima (diskografija)
- HUOKU – Kvartet Klima  Arhivirana inačica izvorne stranice od 14. srpnja 2016. (Wayback Machine)
- DISCOGS – Kvartet Stratik